# Linea 6f
La linea 6f è una linea ferroviaria lussemburghese a scartamento ordinario lunga 15,7 km che unisce Pétange con il centro industriale di Esch-sur-Alzette, nel sud-ovest del territorio granducale.

## Storia
La ferrovia fu attivata il 1º agosto 1873 dalla Compagnie des chemins de fer Prince-Henri. La sua elettrificazione è stata ultimata il 17 aprile 1961.